# Hunger (Molly Pettersson Hammar)
Hunger è un singolo della cantautrice svedese Molly Pettersson Hammar, rilasciato il 13 febbraio 2016 sotto il contratto con la casa discografica Warner Music Sweden durante la cinquantaseiesima edizione del Melodifestivalen, concorso per la selezione del rappresentante del paese all'annuale Eurovision Song Contest. L'inedito non ha raggiunto ha ottenuto la qualificazione per l'andra chansen perché arrivato quarto nel televoto, ma nella suddetta fase, dove si è scontrato con il gruppo musicale multi-etnico Panetoz e Håll om mig hårt, è stato eliminato definitivamente dalla competizione. Hunger ha raggiunto, al suo picco, la cinquantasettesima posizione nelle classifiche svedesi di Sverigetopplistan.

## Il brano
Il pezzo, dalla durata di 3 minuti e 3 secondi, e scritto dalla Hammar, Lisa Desmond e dal team autore di Heroes, con cui il cantante ha vinto il Melodifestivalen nel 2015, formato da Joy Deb, Linnea Deb e Anton Hård, tratta l'essere innamorato di una persona che non è il meglio per te in qualunque situazione (We are dust but I keep chasing, you can’t be the one I need but I’ve got a hunger / Siamo polvere ma continuo ad inseguire, tu non puoi essere colui di cui ho bisogno ma ho una fame). La critica internazionale ha elogiato la potenza vocale di Molly nella traccia, trovandola una prova del suo talento, e il sound moderno e fresco paragonabile a quello del disc jockey David Guetta e di Ariana Grande.

## Tracce
1. Hunger (Molly Pettersson Hammar, Lisa Desmond, Joy Deb, Linnea Deb, Anton Hård)

## Classifiche
| Classifica (2016) | Posizione massima |
| ----------------- | ----------------- |
| Svezia            | 57                |